# Szkoła Podstawowa im. Iwana Wazowa w Swilengradzie
Szkoła Podstawowa im. Iwana Wazowa w Swilengradzie (bułg. Първо основно училище „Иван Вазов“ (Свиленград)) – szkoła podstawowa w Swilengradzie, założona w 1871 roku. 
Kształcenie uczniów odbywa się od pierwszej do ósmej klasy.

## Historia szkoły[2]
Początki zorganizowanej edukacji w Swilengradzie sięgają roku 1834, kiedy to została wybudowana pierwsza bułgarska cerkiew pod wezwaniem Trójcy Świętej w dzielnicy Kanakli. Przy cerkwi funkcjonowała szkółka dla dzieci, w której uczyły się czytać księgi w języku cerkiewnosłowiańskim. W 1847 do miasta przybył pierwszy prawdziwy nauczyciel, Stefan Bajołu, który w procesie dydaktycznym wykorzystywał bułgarskojęzyczny Elementarz rybny Petyra Berona. W 1862 roku do Swilengradu przybył z Kopriwszticy Christo pop Markow, który przekształcił szkółkę cerkiewną w szkołę czteroklasową i wprowadził nowe przedmioty - algebrę, anatomię, fizykę, geografię, geometrię, historię, gramatykę bułgarską, oraz języki obce - turecki i francuski.

3 maja 1871 roku szkołę opuścili pierwsi absolwenci i tę datę uznaje się za narodziny dzisiejszej szkoły im. Iwana Wazowa, który zresztą był w niej nauczycielem w roku szkolnym 1872/73.

W czasie wojen bałkańskich szkoła była zamknięta. Do oddzielnego budynku (późniejszego Domu Dziecka im. Aleksandra Kiprowa) została przeniesiona w roku 1930.

W 1933 roku szkole nadano imię Iwana Wazowa - rozważano także kandydatury Peja Jaworowa i Christa Smirnenskiego, a czynnikiem decydującym były związki Wazowa ze szkołą.

Do dzisiejszego trzypiętrowego budynku szkoła przeniosła się w grudniu 1953 roku, cztery lata później przy szkole powstał także plac sportowy. Budynek został dodatkowo rozbudowany w 1986 roku, dwa lata po połączeniu szkoły ze szkołą podstawową im. Christa Botewa.

Od 2004 roku szkoła ma swój hymn oraz odznakę.

## Dyrektorzy szkoły
Georgi Stojanow

Atanas Wojnow

Georgi Kołarow

Georgi Gyczew

Natalija Samandżiewa

Stefan Kajmakow

Asja Rajkowa

Ljubomira Iwanowa

Asja Rajkowa

## Wyposażenie
Szkoła posiada: 
- pokoje klasowe
- biblioteka
- 3 sale komputerowe z internetem
- 3 siłownie
- gabinet logopedyczny
- plac zabaw
- boiska, bieżnie
- sala wideo